# Secrétaire du Cabinet à la Justice (Écosse)
Pour les articles homonymes, voir Ministre de la Justice.
La liste des ministres écossais de la Justice présente les ministres successifs des gouvernements écossais chargés de ce secteur.

## Liste des ministres
| Nom                                                            | Nom                    | Début du mandat        | Fin du mandat          | Gouvernement                  |
| Ministre de la Justice                                         | Ministre de la Justice | Ministre de la Justice | Ministre de la Justice | Ministre de la Justice        |
| -------------------------------------------------------------- | ---------------------- | ---------------------- | ---------------------- | ----------------------------- |
|                                                                | Jim Wallace            | 19 mai 1999            | 20 mai 2003            | Dewar, McLeish et McConnell I |
|                                                                | Cathie Jamieson        | 20 mai 2003            | 16 mai 2007            | McConnell II                  |
| Secrétaire du Cabinet à la Justice                             |                        |                        |                        |                               |
|                                                                | Kenny MacAskill        | 17 mai 2007            | 19 novembre 2014       | Salmond I et II               |
|                                                                | Michael Matheson       | 21 novembre 2014       | 26 juin 2018           | Sturgeon I et II              |
|                                                                | Humza Yousaf           | 26 juin 2018           | 20 mai 2021            | Sturgeon II                   |
| Secrétaire du Cabinet à la Justice et aux Anciens combattants  |                        |                        |                        |                               |
|                                                                | Keith Brown            | 20 mai 2021            | 29 mars 2023           | Sturgeon III                  |
| Secrétaire du Cabinet à la Justice et aux Affaires intérieures |                        |                        |                        |                               |
|                                                                | Angela Constance       | 29 mars 2023           | en cours               | Yousaf et Swinney             |